# Tarxien

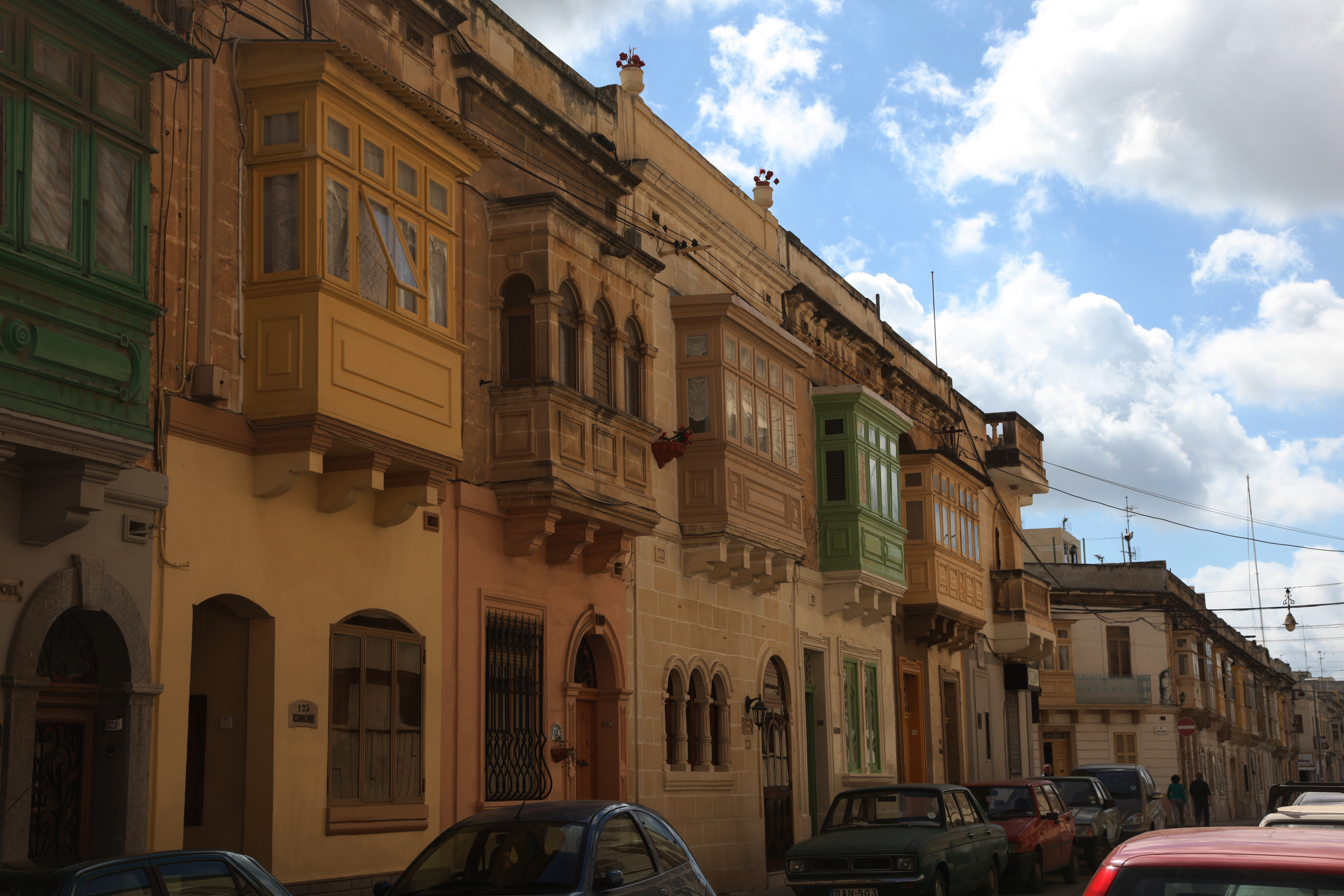
Uma estrada em Tarxien

Tarxien é um povoado da ilha de Malta em Malta com população de 8 583, em 2014.